# Ernst Köhler (Volkskundler)

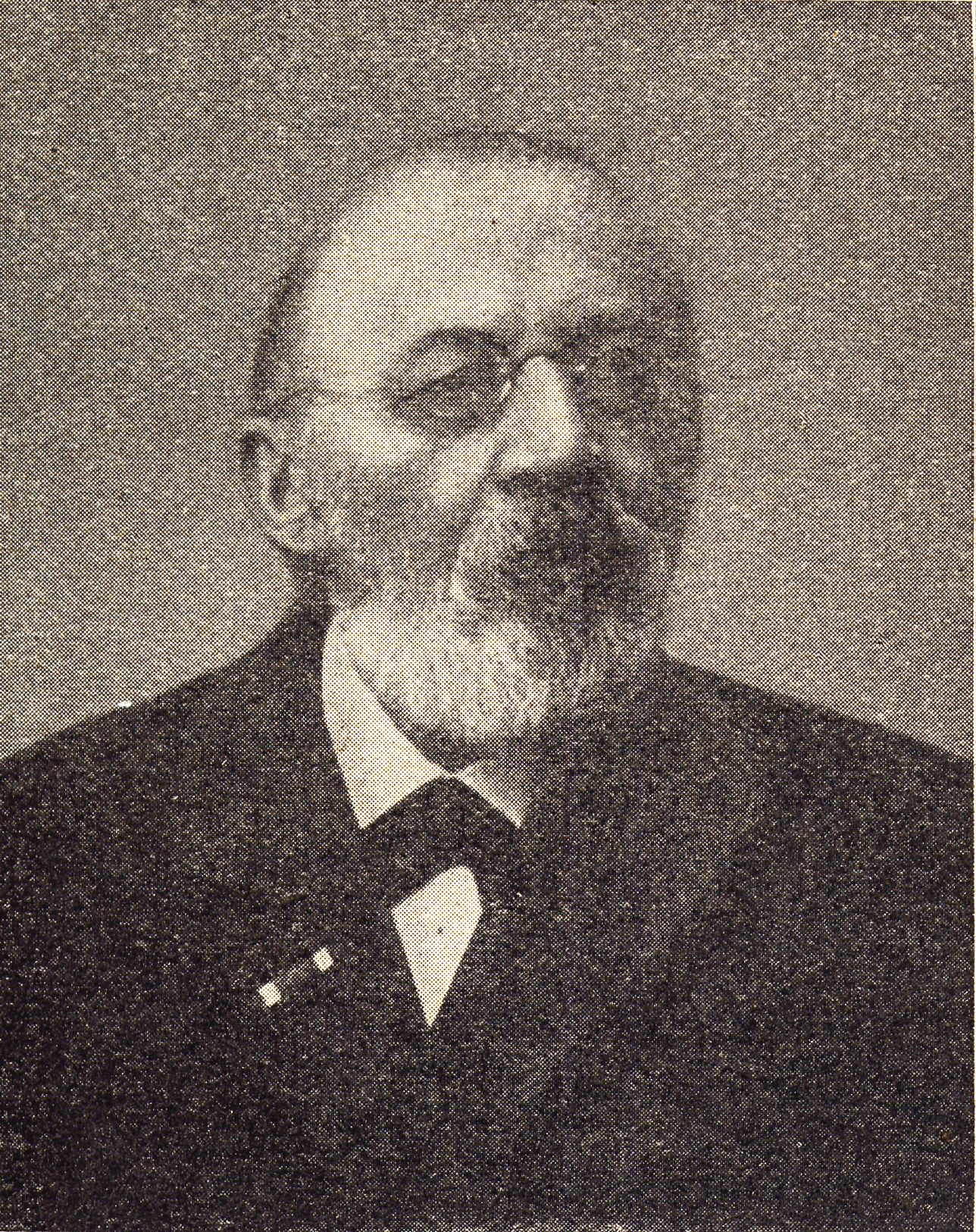
Ernst Köhler

Johann August Ernst Köhler (* 5. August 1829 in Budissin; † 19. Dezember 1903 in Aue) war ein deutscher Lehrer, Volkskundler sowie 1878 Gründer des sächsischen Erzgebirgsvereins.

## Leben
Ernst Köhler wurde als Sohn eines Hausdieners in einem kaufmännischen Geschäft geboren. Nach Besuch der örtlichen Bürgerschule und anschließendem Wechsel auf die Präparandenanstalt trat Köhler mit 17 Jahren in das Landständische Bautzener Lehrerseminar ein. Aufgrund seiner hervorragenden Leistungen wurde er durch Stipendien unterstützt. Während seiner Ausbildung entwickelte er eine Vorliebe für Naturwissenschaften (insbesondere Botanik und Mineralogie) sowie Heimatkunde. Erste Anstellungen als Hauslehrer in Bellwitz bei Löbau sowie als Lehrer für Naturwissenschaften und Geometrie an der Erziehungsanstalt Dr. Wäntig in Großschönau folgten. Von 1853 bis 1858 war er an der Bürgerschule seiner Heimatstadt Bautzen tätig. 1858 veröffentlichte er die Bilder aus der Oberlausitz als ein Beitrag zur Vaterlandskunde, die er als einen Beitrag für die Vaterlandskunde verfasst hatte.
Noch im gleichen Jahr wurde er als Lehrer für Naturwissenschaften und Mathematik an die Realschule mit Progymnasium in Reichenbach im Vogtland berufen. Bereits im folgenden Jahr gründete er den Vogtländischen Verein für allgemeine und spezielle Naturkunde zu Reichenbach und Umgegend und reichte an der Universität Leipzig eine petroglyphische Arbeit über das sächsische Vogtland als Dissertationsschrift ein. In der Folge entwickelte er vielfältige  Aktivitäten zur aktiven Förderung des Tourismus im Vogtland und Erzgebirge, wobei er eine wissenschaftliche und schriftstellerische Tätigkeit als seine Hauptaufgabe ansah. Er sammelte und veröffentlichte volkskundliche Schriften wie Volksbrauch, Aberglaube, Sagen und andere alten Überlieferungen im Vogtland und wurde somit Begründer der modernen Vogtlandkunde.
1873 wurde er als Oberlehrer an das neu gegründete Schneeberger Lehrerseminar berufen. Auf seine Initiative hin erfolgte 1878 die Gründung des Erzgebirgsvereins, zu dessen erstem Vorsitzenden er gewählt wurde. Besondere Verdienste erwarb er sich um den Bau von Aussichtstürmen und Unterkunftsstätten auf erzgebirgischen Bergen sowie um die Erschließung von Wanderwegen. 1897 trat Köhler in den Ruhestand und legte in der Folge 1899 auch den Vorsitz des Erzgebirgsvereins nieder. Er blieb seinem Verein jedoch als Ehrenvorsitzender weiter treu. 1903 verstarb Köhler und fand seine letzte Ruhe in Schneeberg.

## Ehrungen

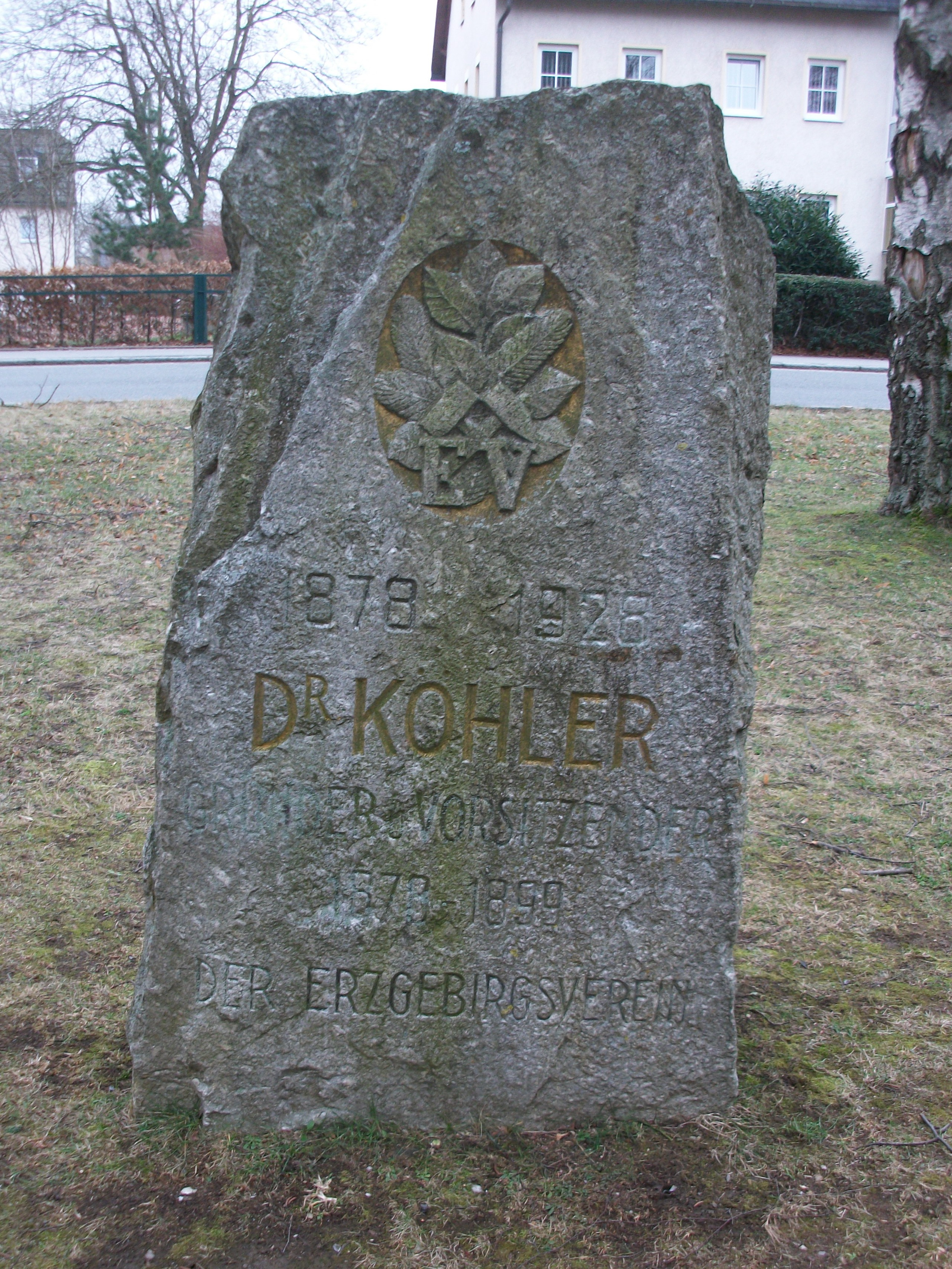
Denkmal Dr. Ernst Köhler am Dr.-Köhler-Platz in Schneeberg

In Anerkennung seiner Leistungen wurden Köhler die folgenden Orden durch König  Albert von Sachsen verliehen:
- 1888 Ritterkreuz II. Klasse vom Albrechtsorden
- 1894 Ritterkreuz I. Klasse vom Albrechtsorden.

Ihm zu Ehren trägt der Turm auf dem 593 m hohen Gleesberg bei Schneeberg-Neustädtel den Namen Köhlerturm. Zwischen der Göltzschtalbrücke und Greiz ist ein Wanderweg nach Köhler benannt. Vor dem einstigen Königlich-sächsischen Lehrerseminar in Schneeberg, dem heutigen Johann-Gottfried-Herder-Gymnasium, wurde ein Gedenkstein zu Ehren Dr. Köhlers aufgestellt. Der Platz vor Köhlers einstiger Wirkungsstätte erhielt den Namen Dr.-Köhler-Platz.

## Werke
Zu seinen Veröffentlichungen zählen:
- Der Czorneboh mit dem Thronberge, der Schmoritz, dem Mehlteuer und den Dehsaer Bergen. Reichel, Bautzen 1853.
- Bilder aus der Oberlausitz als Beitrag zur Vaterlandskunde. Reichel, Bautzen 1855 (Digitalisat in der Google-Buchsuche).
- Die Geschichte der Oberlausitz von den  ältesten Zeiten bis zum Jahre 1815, für Schule und Haus. Eine gekrönte Preisschrift. Erste Auflage: Köhler, Görlitz 1867. Zweite Auflage: Köhler, Görlitz 1879 (Google Books).
- Volksbrauch im Voigtlande. Leipzig 1867.
- Volksbrauch, Aberglauben, Sagen und andre alte Überlieferungen im Voigtland mit Berücksichtigung des Orlagau’s und des Pleißnerlandes. Verlag von Fr. Fleischer, Leipzig 1867 (Reprint: Rockstuhl, Bad Langensalza 2008, ISBN 978-3-86777-042-2) (Digitalisat der Ausgabe 1867 in der Google-Buchsuche).
- Deutsche Volkssagen im Lichte der Geologie. Leipzig 1876.
- Allgemeine Züge der Kulturentwicklung des Erzgebirges. 1879.
- Sommerfrischen im Erzgebirge. Schneeberg 1883.
- Sagenbuch des Erzgebirges. Gärtner, Schneeberg und Schwarzenberg 1886 (Reprint: Olms, Hildesheim 1978, ISBN 3487066394).
- Das Königreich Sachsen und seine Fürsten. Hirschfeld, Leipzig 1886.
- Die Tiere des Erzgebirges nach den Mitteilungen der Chronisten. 1889.
- Die pflanzengeographischen Verhältnisse des Erzgebirges. Schneeberg 1889.
- Die Meißnische Land- und Bergchronik des Peter Albinus, eine Vorläuferin unserer Landeskunden. In: Glückauf Bd. 12, 1892, S. 36–39, 45–50.
- Der ehemalige Hausiererhandel im Erzgebirge. In: Glückauf 13 (1893) 2, S. 14–19 und Glückauf 13 (1893) 3, S. 25–29.
- Traugott von Gersdorffs Reise durch das Erzgebirge 1765. Gärtner, Schneeberg/Schwarzenberg 1896.
- Zur Geschichte des ehemaligen Arznei-Laborantenwesens im westlichen Erzgebirge. Gärtner, Schneeberg/Schwarzenberg 1898 (Digitalisat).